# 労農芸術家連盟
労農芸術家連盟（ろうのうげいじゅつかれんめい、略称は労芸）は、1920年代から30年代にかけてのプロレタリア文学団体。
1926年に日本プロレタリア芸術連盟（プロ芸）が結成され、プロレタリア文学の書き手たちは運動としての展開を志す様になったものの、間も無く『無産者新聞』に掲載された鹿地亘の「所謂社会主義文芸を克服せよ」という論文を切っ掛けとして、プロレタリア芸術と社会変革の実践運動との関係を巡って意見対立が表面化。これには当時日本共産党内で主導的な役割を果たした福本和夫らの影響もあり、芸術を運動に従属させるべきだと主張する鹿地や中野重治らと、これに批判的な蔵原惟人や葉山嘉樹らとの対立は日を追うごとに激しくなっていった。
結局、1927年6月に鹿地や中野らプロ芸主流によって蔵原・葉山らは除名され、除名された蔵原・葉山や小堀甚二・前田河広一郎らは同年7月に労農芸術家連盟を結成。雑誌『文芸戦線』に拠って機関誌とした。この分裂は全国に及び、当時小樽に住んでいた小林多喜二は労芸に加わって、地元でプロ芸に残留した人物と論争などをしている。
しかし、その年の11月、『文芸戦線』の編集にあたっていた山田清三郎が依頼した山川均のエッセイが、27年テーゼへの反批判だったため、その掲載をめぐって、掲載を認める葉山・小堀・前田河・青野季吉らと掲載を否とする蔵原・山田・藤森成吉・村山知義らが対立。蔵原らは結局労芸から脱退し前衛芸術家同盟（前芸）を結成し、労芸は山川ら労農派の影響を受けることとなる。
労芸は、その後のプロレタリア文学の組織の合同にも消極的な態度を取り、1928年3月に蔵原惟人の提唱で発足した日本左翼文芸家総連合やプロ芸と前芸とが合同して発足した全日本無産者芸術連盟（ナップ）にも批判的であるなど距離を置き続けた。その結果、社会民主主義的な傾向の団体として自らを規定するようになる。その一方で『文芸戦線』誌上にも伊藤永之介や岩藤雪夫らの新進が登場するも、岩藤が他人に小説を代作させて発表させたことが発覚したことから小堀や平林たい子・今村恒夫らが脱退。更に人間関係のもつれから同人間で傷害事件が起きるなど風紀上好ましくない事態もおこり、こうした傾向に不満を抱いた黒島伝治らが離脱。〈文戦打倒同盟〉を結成してその後ナップに移籍するに至った。そうしたことからプロレタリア文学の中でも主導権を失うなどしたことから、1932年に解散した。
雑誌『文戦』（1931年に『文芸戦線』から改題）は、しばらくは『レフト』『新文戦』と更に改題して活動を継続したものの1934年に廃刊し、文戦に拠った側と対立した日本プロレタリア作家同盟（ナルプ）も前後して解散に追い込まれるなどプロレタリア文学運動は組織としての体をなさなくなった。